# Scinax granulatus
Scinax granulatus é uma espécie de anfíbio da família Hylidae. Pode ser encontrada na Argentina, Uruguai, Brasil e Paraguai.